# Volo con gli sci

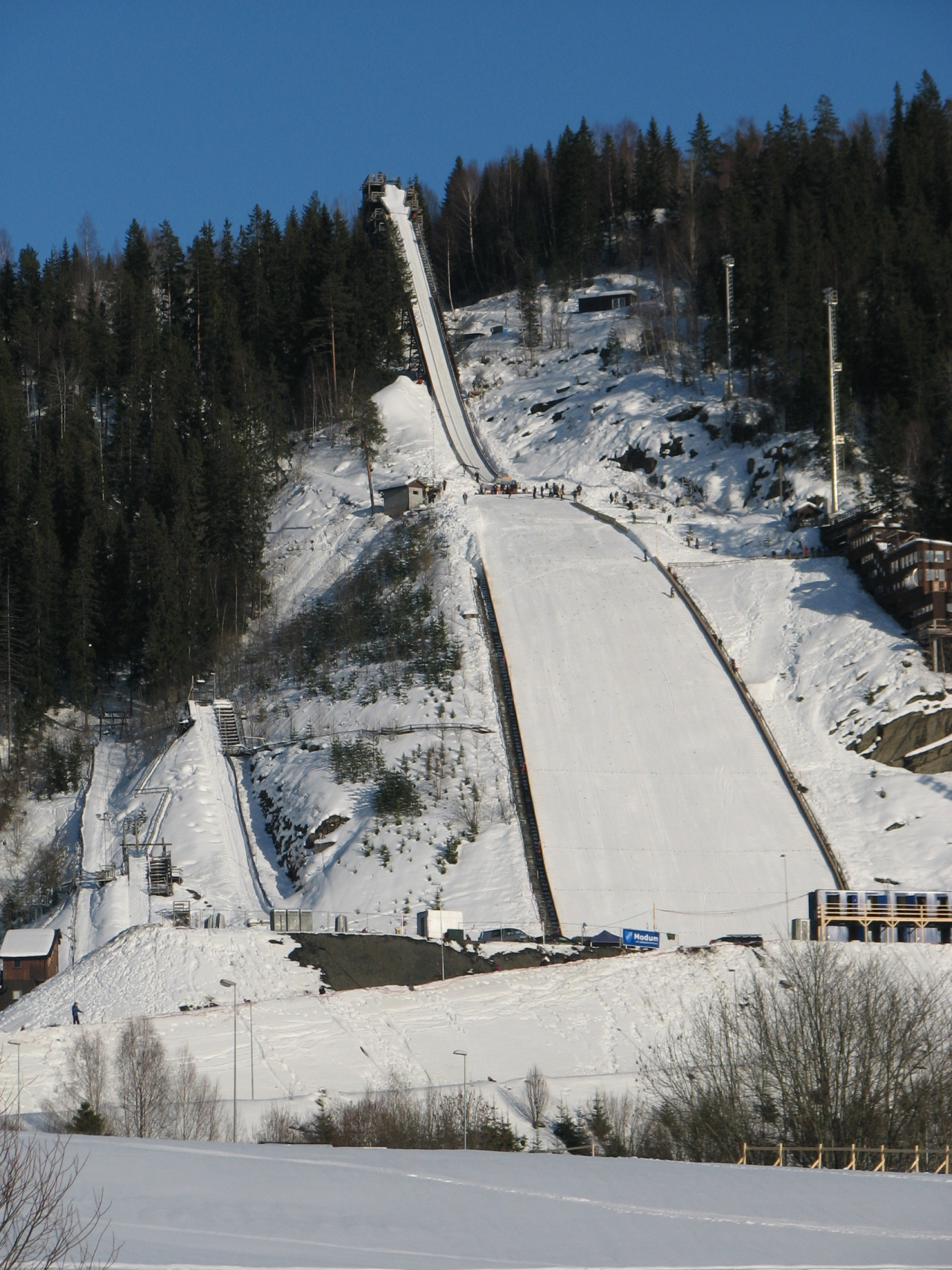
Trampolino Vikersundbakken (Norvegia), in cui sono stati realizzati gli ultimi quattro primati

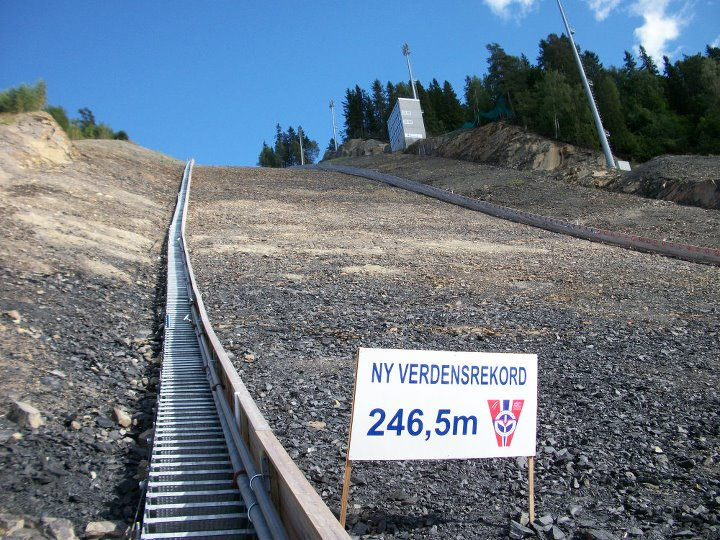
Punto di atterraggio del volo di 246,5 m saltato da Johan Remen Evensen nel 2011 (record poi battuto nel 2015)

Il volo con gli sci è la variante del salto con gli sci praticata su trampolini molto lunghi (con un punto K di almeno 150 metri), utilizzabili per le gare di Coppa del Mondo ma non per Olimpiadi o Mondiali. Attualmente nel mondo sono attivi quattro trampolini atti a ospitare gare di volo:
- l'Heini-Klopfer di Oberstdorf, in Germania;
- il Kulm di Tauplitz, in Austria;
- il Letalnica di Planica, in Slovenia;
- il Vikersundbakken di Vikersund, in Norvegia.

Non essendo previste gare di volo nel contesto dei Campionati mondiali di sci nordico, che includono invece gare di salto, la Federazione Internazionale Sci organizza appositi Campionati mondiali di volo con gli sci, attualmente a cadenza biennale (anni pari). In Coppa del Mondo, al volo è dedicata una speciale classifica di specialità, con relativo trofeo.